# Volkram Gebel
Volkram Gebel (* 1943 in Trachenberg, Kreis Militsch, Provinz Niederschlesien) ist ein deutscher Beamter und Politiker (CDU). Von 1994 bis 2011 war er Landrat des Kreises Plön.

## Leben
Gebel machte 1963 in Soltau sein Abitur und leistete anschließend bis 1965 seinen Wehrdienst ab (zuletzt als Leutnant d. R.). Von 1965 bis 1969 studierte er Rechtswissenschaften in Kiel, Berlin und München. Nach der Ersten Juristischen Staatsprüfung 1969 legte er von 1970 bis 1973 das Rechtsreferendariat in Schleswig-Holstein ab und bestand 1973 die Zweite Juristische Staatsprüfung in Hamburg. Es folgte 1974 die Promotion mit einer Dissertation über die Grundrechtssubjektivität selbständiger Anstalten unter besonderer Berücksichtigung von Rundfunkanstalten und kommunalen Kreditinstituten. Im selben Jahr begann er mit der Tätigkeit im höheren Verwaltungsdienst des Landes Schleswig-Holstein.
Von 1975 bis 1977 war er der für Allgemeine Innere Verwaltung zuständige Hilfsdezernent des Landrats des Kreises Ostholstein. Von 1977 bis 1982 war er im Innenministerium des Landes Schleswig-Holstein als Bundesratsreferent und auch als Vertreter Schleswig-Holsteins in der Grenzkommission tätig. 1978 bis 1979 war er persönlicher Referent des Innenministers Rudolf Titzck. Von 1982 bis 1985 war Gebel Referent in der Staatskanzlei des Landes Schleswig-Holstein mit den Zuständigkeiten Medienrecht, Bundesrat und Ministerpräsidentenkonferenz. Von 1985 bis 1990 war er Vorstandsvorsitzender und Direktor der Unabhängigen Landesanstalt für das Rundfunkwesen Schleswig-Holstein.
1991 war Gebel Berater des Rundfunkbeauftragten der Einrichtung nach Art. 36 Einigungsvertrag. Außerdem war er als Gründungsbeauftragter des Mitteldeutschen Rundfunks hauptverantwortlich für dessen Aufbau.
Von 1992 bis 1994 war er erneut im Innenministerium tätig.
Am 16. Dezember 1993 wurde er vom Kreistag zum Landrat des Kreises Plön gewählt. Dabei setzte er sich mit 23 von 45 Stimmen gegen den Amtsinhaber Joachim Wege durch, obwohl dieser von SPD, FDP und Grünen unterstützt wurde, die die Mehrheit im Kreistag hatten. Am 15. April 1994 trat er das Amt an. Am 14. November 1999 wurde er wiedergewählt. Aufgrund politischer Differenzen zwischen Gebel und der CDU-Kreistagsfraktion wurde statt Gebel Werner Kalinka der CDU-Kandidat bei der Landratswahl am 23. Oktober 2005. Gebel trat als Einzelbewerber an und hatte dabei einen großen Unterstützerkreis aus vielen bekannten CDU-Politikern hinter sich. Mit 31,7 % der Stimmen im ersten und 55,1 % im zweiten Wahlgang wurde Gebel im Amt bestätigt. Am 30. April 2011 schied er wegen Erreichung der beamtenrechtlichen Altersgrenze vorzeitig aus dem Wahlamt aus.
Von 2012 bis 2016 war er schleswig-holsteinischer Landesvorsitzender des Volksbunds Deutsche Kriegsgräberfürsorge.
Mehrere Veröffentlichungen zum Verfassungs-, Rundfunk- und Stiftungsrecht.